# Білопольє
Білопо́льє (рос. Белополье) — селище у складі Адамовського району Оренбурзької області, Росія.

## Населення
Населення — 364 особи (2010; 459 у 2002).
Національний склад (станом на 2002 рік):
- казахи — 54 %
- росіяни — 30 %